# Giovanni Aldobrandini
Giovanni Aldobrandini (né en 1525 à Fano, dans l'actuelle province de Pesaro et Urbino, dans les Marches, alors dans les États pontificaux et mort à Rome le 7 septembre 1573) est un cardinal italien du XVIe siècle. 
Il est le frère du pape Clément VIII, l'oncle des cardinaux Pietro Aldobrandini (1593) et Cinzio Passeri Aldobrandini (1593) et le grand-oncle des cardinaux Silvestro Aldobrandini (1603) et Ippolito Aldobrandini (1621). D'autres cardinaux de sa famille sont Baccio Aldobrandini (1652) et Alessandro Aldobrandini (1730).

## Biographie
Giovanni Aldobrandini exerce diverses fonctions au sein de la Curie romaine, notamment comme gouverneur de Rimini et d'Imola et comme auditeur de la Rote romaine.
Il est nommé évêque d'Imola en 1569, mais renonce au gouvernement de son diocèse en 1573. Le pape Pie V le crée cardinal lors du consistoire du 17 mai 1570.
Le cardinal Aldobrandini est chargé par le pape avec l'établissement d'une ligue contre les Turcs et de recruter des « banditi » pour se battre contre ceux-ci. Il participe au conclave de 1572, lors duquel Grégoire XIII est élu pape. Il est grand pénitentiaire à partir de 1572 et nommé préfet de la signature des brefs la même année.